# Alice Auma
Alice Auma, född 1956, död 17 januari 2007 i flyktinglägret Ifo nära Dadaab i Kenya, var ett acholiskt andemedium som, i egenskap av ledare för Holy Spirit Movement, ledde ett kiliastiskt uppror mot Ugandas regeringsstyrkor under president Yoweri Museveni från augusti 1986 till november 1987. Delar av Aumas rörelse utvecklades senare till den beryktade gerillan Herrens motståndsarmé under ledning av Joseph Kony. 
Den viktigaste ande som Auma uppgavs förmedla tillhörde en död italiensk arméofficer och kallades "Lakwena", vilket betyder budbärare. Den kombinerade gestalten Alice Auma som förmedlar anden Lakwena omnämns ofta som Alice Lakwena.

## Biografi
Alice Auma föddes 1956. Efter två äktenskap där hon visade sig vara infertil flyttade hon från sin hemstad. Hon konverterade småningom till katolicismen och den 25 maj 1985 uppges hon ha blivit besatt av en kristen ande, Lakwena, och blev ‘vansinnig’, oförmögen att vare sig höra eller tala. Hennes far tog henne till elva olika häxor men ingen kunde hjälpa. Enligt berättelsen ledde Lakwena henne slutligen till Paraa National Park där hon försvann i 40 dagar och återvände som andemedium. 
Innan president Tito Okello störtades var Alice Auma ett av många medier som arbetade nära staden Gulu som ett mindre orakel och helbrägdagörare. När kaos utbröt i samband med att Uganda People's Democratic Army gjorde uppror mot den nye presidenten Musevenis National Resistance Army, som bekämpade upproret med ökande brutalitet, hävdas det att Lakwena den 6 augusti 1986 beordrade Alice Auma att sluta arbeta som siare och helare, vilket var meningslöst mitt i ett krig, och bilda en rörelse, Holy Spirit Movement (HSM), för att bekämpa ondskan och blodsutgjutelsen. Genom detta gudomliga uppdrag, som krävde att Ugandas huvudstad Kampala skulle erövras, skulle acholifolket befrias från det våld de kollektivt hade begått mot civilbefolkningen i Luwerotriangeln och inleda ett paradis på jorden. En förklaring gavs i ett brev som överlämnades till lokala missionärer:
Den gode Herren som hade skickat Lakwena beslöt att ändra hans arbete från en läkares till en militär befälhavares av en enkel anledning: det är meningslöst att bota en man idag för att han bara ska bli dödad nästa dag. Så det blev en plikt för hans del att stoppa blodsutgjutelsen innan han fortsatte sitt arbete som läkare.
Detta skedde mitt i en djup andlig kris som bara motsvarades av hotet från de ockuperande styrkorna från södra Uganda. Den ökade spänningen i samhället och det ökande antalet dödsfall antogs härröra från häxeri. Samtidigt vägrade ofta de soldater som flydde från nederlaget vid Kampala att delta i reningsceremonier för att skydda samhället från de hämndlystna andarna av de människor de hade dödat, och åldermännen fann att de inte längre hade den myndighet som krävdes för att tvinga dem till lydnad. Dessa nya onda andar antogs kunna användas för ännu mer häxkonster. Det uppstod en känsla av en religiös kris som utvecklades bortom kontroll.  
Upproret, som Lakwena ledde, krävde att Alice Auma skulle bli besatt av många andra andar, vilket var ovanligt enligt acholis uppfattningar om andebeteende. Efter en serie spektakulära segrar ledde Alice Auma Holy Spirit Movement söderut från Acholiland mot Kampala, där hon samlade mycket stöd från andra etniska grupper som hade anledning till missnöje med Yoweri Musevenis regering. De militära bakslagen som HSM oundvikligen kom att drabbas av fick dock en del anhängare att anklaga Alice Auma för att vara en häxa som använde andar för destruktiva syften. När HSM led sitt slutliga nederlag under förintande artillerield i skogarna nära Kampala ska Lakwena ha lämnat Alice Auma och hon flydde. 
Alice Auma levde under resten av sitt femtioåriga liv i flyktinglägret Ifo i norra Kenya och sade sig ha blivit övergiven av andarna. I november 2004 anklagades hon för inblandning i barntrafficking från Gulu till flyktinglägret. Hon avled i Ifo den 17 januari 2007.

## Berättelsen om Paraa

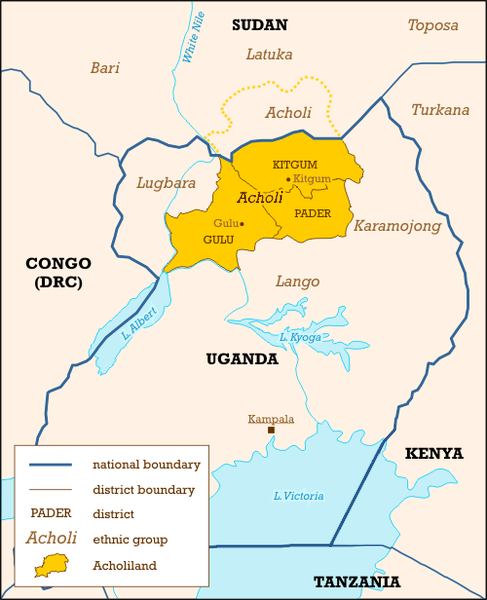
Acholiland

Alice Aumas verksamhet som medium omedelbart efter att hon återvänt till Gulu tycks inte ha varit särskilt framgångsrik, men berättelsen om Paraa blev den centrala texten för Holy Spirit Movement, särskilt i talet om att upproret var ett uppror av naturen själv, och kräver en förklaring. Enligt berättelsen höll Lakwena först hov med alla djur i parken på temat om det pågående kriget i söder och de krigande parternas miljöförstöring:
Lakwena sade till djuren: ‘Ni djur, Gud sände mig för att fråga om ni bär ansvar för blodsutgjutelsen i Uganda.’  Djuren förnekade skuld, och buffeln visade ett sår på sitt ben, och flodhästen visade ett sår på sin arm.
Lakwena frågade sedan vattnet om kriget:
Lakwena sade till vattenfallet: ‘Vatten, jag kommer för att fråga dig om synderna och blodsutgjutelsen i denna värld.’ Och vattnet sade: ‘Folket med två ben dödare sina bröder och kastar deras kroppar i vattnet.’  Anden frågade vattnet vad det gjorde med syndarna, och vattnet sade: ‘Jag kämpar mot syndarna, för de är de som bär skuld till blodbadet. Gå och kämpa mot syndarna, eftersom de kastar sina bröder i vattnet.
Efter att kortvarigt ha återvänt hem ledde Lakwena Alice Auma till Mount Kilak, som hälsade deras ankomst med stora explosioner, för att ta hand om frågan om häxerier:
Anden Lakwena sade till berget eller till klippan: ‘Gud har sänt mig för att ta reda på varför det finns stöld i världen.’  Berget svarade: ‘Jag har inte gått någonstans och har inte stulit någons barn.  Men människor kommer hit till mig och säger namnen på dem som jag ska döda [genom besvärjelser]. Vissa ber mig om medicin [för att förhäxa]. Detta är folkets synd. Jag vill ge dig vatten för att bota sjukdomar. Men du måste kämpa mot syndarna.
I berättelsens klimax specificerar Gud själv vem som bär skuld till allt lidande och all blodsutgjutelse:
Gud sade att det fanns en stam i Uganda som var hatad överallt. Den stammen var acholi.  Och gud beordrade att ett lamm skulle offras så att de skulle göra bot för sina synder och göra slut på blodsutgjutelsen i Acholi.